# Sebastian Siedler
Sebastian Siedler (født 18. januar 1978 i Leipzig) er en tidligere professionel tysk landevejscykelrytter.
I 2009 vandt han 1. Etape af Post Danmark Rundt

## Professionelle teams
- Team Weisenhoff 2004 – 2005
- Team Milram 2006 – 2007
- Skil-Shimano 2008
- Team Voralberg 2010 – ?